# Officine Meccaniche Emiliane Reggio
La OMER, ovvero Officine Meccaniche Emiliane Reggio, è stata una casa motociclistica italiana attiva tra il 1948 e la metà degli anni ottanta.

## Storia
Fondata da Guglielmo Pezzarossa, ex dipendente delle Reggiane, l'azienda iniziò l'attività costruendo motocarri per conto di Benelli e Parilla; a fine anni cinquanta cominciò a produrre motocarri con proprio marchio e motori NSU da 50 a 250 cc, poi sostituiti con propulsori Minarelli e Franco Morini.
A metà anni sessanta la OMER affiancò alla produzione di motocarri quella di ciclomotori da trasporto e da turismo. Del 1968 è il Miura Cross, ciclomotore da fuoristrada ispirato alla Bultaco Pursang da Cross che ottenne un buon successo commerciale e sportivo (tre titoli regionali emiliani consecutivi di motocross tra il 1969 e il 1971).
Al Miura Cross, aggiornato nel corso degli anni, si affiancarono negli anni settanta altri modelli, tra cui il tubone Maggiolino, lo Scrambler (disponibile anche in cilindrata 125 cc), le minimoto Daytona e Vallelunga, il chopper Mantide e il Tanga, piccolo ciclomotore pieghevole. Nello stesso decennio la OMER assemblò ciclomotori per conto della Garelli, per la quale realizzò alcuni modelli di telaio.
La crisi del settore dei ciclomotori di metà anni Ottanta portò la OMER, come molte altre aziende del settore, a chiudere i battenti: tra le ultime realizzazioni vi è lo Skipper, evoluzione del Tanga.